# Poroszországi dán keresztes hadjárat
Poroszországi dán keresztes hadjárat: II. Valdemár dán király második kereszteshadjárata a Baltikumban, a pogány poroszok ellen, az 1210. évben.
Bár számos nagy sikert ért el a király, de a poroszokat sem leigázni, sem megtéríteni nem tudta. 18 évvel később II. Frigyes német-római császár indított háborút Poroszországba, de ugyanúgy járt, mint a dán király.